# Ченгић Вила
Ченгић Вила је насеље у Сарајеву. Насеље је део општине Ново Сарајево. Подељено је на јединице Ченгић Вила I и Ченгић Вила II. Ченгић Вила има 9.282 становника.
Име насеља има два елемента: Ченгић, потиче од породичног презимена, док се Вила односи на врсту грађевине (виле). Дедага Ченгић, касније познат као Дервиш-паша и син Смаил-аге Ченгића, преселио се у Сарајево 1860. Стекао је летњу кућу коју је недавно саградио Топал Осман-паша, који је владао Босном од 1861. до 1869. Подручје се звало Дедагини конаци од 1878. до око 1900. Управо у том периоду почео се користити назив „Ченгић Вила“ , који је остао у употреби до данас.
Након што је Аустроугарска окупирала Босну и Херцеговину, на подручју Ченгић виле I основан је војни полигон за вежбање познат као „Екзерцир“. Након завршетка Првог светског рата, ово место је коришћено као алтернативни стадион. Данас је Ченгић вила I високо урбанизовани комплекс са бројним културним, спортским и образовним садржајима.

## Спољни линкови
- Медији везани за чланак Ченгић Вила на Викимедијиној остави